# Ox-Fanzine
Ox ist ein Fanzine für Punkrock, Hardcore Punk, Rock ’n’ Roll und andere alternative Musik aus Solingen, Deutschland.

## Geschichte
Gegründet wurde das Fanzine Ende 1988, die erste Ausgabe erschien im Januar 1989. Im Heft selbst findet man auch Besprechungen von Comics, Büchern und Filmen, außerdem einen Fortsetzungsroman von Klaus N. Frick und diverse Kolumnen. Neben Frick tragen noch fast 60 andere Autoren unterschiedlich häufig zum Heft bei, darunter regelmäßig Lars Gebhardt.
Ox war eines der ersten Fanzines, das seinen Ausgaben regelmäßig CDs beilegte. Es erscheint zweimonatlich, auch im regulären Zeitschriftenhandel, und wird von Joachim Hiller in Solingen herausgegeben. Mittlerweile hat es eine Auflage von 12.500 Stück.
Aus einer Kolumne des Ox heraus entstanden bis jetzt vier vegan-vegetarische und ein rein veganes Kochbuch.

## Bücher
- Das Ox-Kochbuch. Band 1: Vegetarische und vegane Rezepte nicht nur für Punks. 7. Auflage. 2000, ISBN 978-3-930559-30-5.
- Das Ox-Kochbuch. Band 2: Moderne vegetarische Küche für Punkrocker und andere Menschen. 2000, ISBN 978-3-930559-59-6.
- Das Ox-Kochbuch 3: Kochen ohne Knochen – die feine fleischfreie Punkrock-Küche. 2. Auflage. 2004, ISBN 978-3-931555-99-3.
- Das Ox-Kochbuch. Band 4: Neue vegane und vegetarische Rezepte aus der Punkrock-Küche. 2009, ISBN 978-3-931555-57-3.
- Kochen ohne Knochen – Das Ox-Kochbuch. Band 5. 2012, ISBN 978-3-931555-28-3.
- Ox – das Buch: die besten Interviews aus 15 Jahren Ox-Fanzine. Ventil-Verlag, 2003, ISBN 978-3-930559-89-3.[1]